# Кашина Инкастро (Комо)
Кашина Инкастро је насеље у Италији у округу Комо, региону Ломбардија.
Према процени из 2011. у насељу је живело 53 становника. Насеље се налази на надморској висини од 391 м.